# Tokio Hatamoto
Tokio Hatamoto (畑本 時央 Hatamoto Tokio?, nacido el 18 de agosto de 1992 en Kumamoto) es un futbolista japonés que se desempeña como defensa.

## Trayectoria

### Clubes
| Club             | País  | Año         |
| ---------------- | ----- | ----------- |
| Avispa Fukuoka   | Japón | 2011 - 2013 |
| Zweigen Kanazawa | Japón | 2014        |
| Grulla Morioka   | Japón | 2015 -      |

## Estadística de carrera

### J. League
| Club             | Año   | J. League | J. League | Copa J. League | Copa J. League | Total | Total |
| Club             | Año   | Part.     | Goles     | Part.          | Goles          | Part. | Goles |
| ---------------- | ----- | --------- | --------- | -------------- | -------------- | ----- | ----- |
| Avispa Fukuoka   | 2011  | 0         | 0         | 0              | 0              | 0     | 0     |
| Avispa Fukuoka   | 2012  | 16        | 0         | -              | -              | 16    | 0     |
| Avispa Fukuoka   | 2013  | 2         | 0         | -              | -              | 2     | 0     |
| Zweigen Kanazawa | 2014  | 6         | 0         | -              | -              | 6     | 0     |
| Grulla Morioka   | 2015  | 12        | 0         | -              | -              | 12    | 0     |
| Grulla Morioka   | 2016  | 28        | 3         | -              | -              | 28    | 3     |
| Grulla Morioka   | 2017  | 28        | 3         | -              | -              | 28    | 3     |
| Total            | Total | 92        | 6         | 0              | 0              | 92    | 6     |